# Taurolema seabrai
Taurolema seabrai är en skalbaggsart som beskrevs av Lane 1973. Taurolema seabrai ingår i släktet Taurolema och familjen långhorningar. Inga underarter finns listade i Catalogue of Life.